# 제노바 공화국
가장 고귀한 제노바 공화국(리구리아어: Serenìscima Repùbrica de Zêna), 또는 제노바 공화국(리구리아어: Repúbrica de Zêna)은 1005년부터 1797년까지 이탈리아 북서쪽 해안의 리구리아에 있었던 독립국이다.

## 개요
1100년 이전에, 제노바는 그 당시의 수 많은 이탈리아 도시 국가들 중 하나였던 자치 독립 국가로서 생겨났다. 명목상으로는 신성 로마 제국 황제가 지배자이고 제노바 주교가 도시의 대표자였으나, 실제적인 권력은 주민총회에서 1년마다 선출한 몇명의 "콘술"들이 행사하였다. 제노바는 베네치아, 피사, 아말피들과 함께 "해양 공화국"(Repubbliche Marinare)이라고 불리던 한 곳이며 무역업, 조선업, 은행업들이 지중해에서 가장 거대하고 강력한 해군력을 지닌 나라중 한 곳으로 만들게 도왔다. 아도르노, 캄포프레고소 그리고 다른 작은 상인 가문들은 콘술의 권력이 콘술이 된 가문에게 도시에 부와 권력을 가져다 줬기에 공화국에 권력을 얻기 위해 투쟁하였다. 제노바 공화국은 오늘날의 리구리아, 피에몬테, 사르데냐, 코르시카, 니스까지 진출했었고 사실상 티레니아해의 통제권을 완전히 갖고 있었다. 이러한 제노바인들의 십자군 참여로, 중동, 에게해, 시칠리아, 북아프리카에 제노바 식민지들을 건설하였다.
제노바는 비잔티움 제국과의 동맹으로 십자군 국가들의 붕괴를 만회하였다. 비잔티움 제국과 베네치아의 관계는 제4차 십자군으로 인해 일시적으로 얼어붙었고 그 여파로 제노바는 동맹으로서의 지위를 개선시킬수 있었다. 제노바는 이 기회를 이용하여 북해와 크림반도로 세력을 확장하였다. 내부적으로 그리말디 가문, 피에스키 가문, 도리아 가문, 스피놀라 가문과 그외의 강력한 가문들 사이에 불화는 많은 분열을 일으켰지만, 전반적인 공화국은 잘 운영되었다. 제노바에 오크어 문학을 소개한 친교황파(구엘프) 람베르티노 부발렐리가 포데스타로 재직한 1218년–1220년에, 제노바는 자코모 그릴라, 란프랑크 시갈라, 보니파치 칼보 같은 트루바두르들을 배출시키기도 하였다. 제노바는 1284년에 피사 공화국을 상대로 1284년 멜로리아 전투에서 승리와 1298년 최대의 경쟁 상대인 베네치아를 상대로 쿠르촐라 전투에서 승리를 거두며 정치적 절정에 올랐다.
하지만 이 번영은 얼마가지 못하였다. 흑사병이 1347년 흑해의 크리미아 반도에 있는 카파(테오도시아)의 제노바 교역소를 통해 유럽으로 유입되었다. 경제와 인구가 붕괴되면서, 제노바는 베네치아식 모델을 따른 정부를 도입하였고, 도제(제노바의 도제)가 이끌게 되었다. 베네치아와의 전쟁이 계속되었고, 키오자 전쟁은 결국 베네치아의 아드리아해 제해권의 회복으로 끝났다. 1390년, 제노바는 프랑스의 도움을 받아 바르바리 해적을 상대로 이른바 바르바리 십자군을 일으켰고 마디아를 포위 공격하기도 하였다. 잘 연구가 되지 못했음에도, 15세기는 제노바에 있어서 격동의 시대였을 것으로 보인다. 1394년에서–1409년까지 프랑스의 지배를 거친 후, 제노바는 밀라노의 비스콘티 가의 지배하에 놓이게 되었다. 제노바는 아라곤에게 사르데냐를 잃었고, 코르시카는 내부 반란으로 상실했으며, 중동, 동유럽, 소아시아의 식민지들은 오스만 튀르크 제국에게 넘어갔다.
제노바는 16세기가 되어서야 안정된 지위를 확보할 수 있었는데 이는 안드레아 도리아의 노력에 힘입은 바 크다. 그는 1528년에 제노아를 에스파니아 제국의 위성국으로 만드는 새 헌법을 제정하였다. 뒤이은 경제 회복하에서 발비(Balbi), 도리아, 그리말디, 팔라비치니(Pallavicini), 세라(Serra) 같은 다수의 제노바 귀족 가문들은 엄청난 재산을 축적했다. 펠리페 페르난데스-아르메스토 등에 따르면, 노예소유제도와 같이 지중해에서 발달한 제노아식 관행은 신대륙의 개발과 착취에 결정적인 영향을 끼쳤다. 예를 들어 크리스토퍼 콜럼버스는 제노바 태생이었으며, 에스파니아를 위해 신대륙을 발견한 데 따른 수입의 10퍼센트를 식료품에 대한 과세를 경감시키기 위하여 산 조르조 은행에 기부하였다.
16세기 제노바의 절정기에 루벤스, 카라바조, 반 다이크 등 많은 예술가들이 모여들었다. 건축가 갈레아초 알레씨(1590-1657)는 제노바 시의 장려한 팔라초들을 많이 설계하였고, 수십년 뒤에 바르톨로메오 비안코(1590-1657)도 마찬가지였다. 비안코는 제노바 대학교 중심 건물의 설계자이기도 하다. 수 많은 제노바의 바로크 및 로코코 예술가들이 타지역에 진출하는가 하면 수 많은 지역 예술가들이 탁월한 명성을 얻었다.

## 같이 보기
- 멜로리아 전투
- 쿠르촐라 전투
- 폰챠 전투
- 제노바 공화국의 도제
- 제노바 공화국의 식민지
- 해양 공화국
- 이탈리아 도시국가
- 크리스토퍼 콜럼버스
- 스페인 제국